# فرودگاه پاسی فیلد
 فرودگاه پاسی فیلد (به انگلیسی: Posey Field) یک فرودگاه همگانی بهره‌برداری هوایی است که یک باند فرود آسفالت دارد و طول باند آن ۱۵۲۶ متر است. این فرودگاه در کشور ایالات متحده آمریکا قرار دارد و در ارتفاع ۲۸۳ متری از سطح دریا واقع شده است.